# Зетска бановина
Зетска бановина је била бановина у Краљевини Југославији од 1929. до 1941. године.

## Границе
Ова бановина је обухватала територије које је Краљевина Црне Горе 1918. г унела у састав Краљевине Србије пре формирања Краљевине СХС, као и територију Дубровачке републике и Боке, али и залеђа Дубровника у Херцеговини (Невесиње, Требиње, Гацко, све до Фоче на север) као и Косово и Метохију све до Косовске Митровице, Србице и Ораховца на истоку, већи део Рашке области (Новопазарског санџака) коју је ослободила Србија у рату 1912. године као и вароши Рашку и Ушће. Добила је име по реци Зети, чији је слив у Средишту ове административне области, а које је било у употреби и у средњем веку и односило се на просторе данашњу Црну Гору. Административно средиште Зетске бановине је било Цетиње.
Године 1939, када је формирањем Бановине Хрватске Влада Југославије на челу с Кнезом Павлом испуњавала великохрватске жеље зарад мира у Држави и од Зетске бановине одвајају западни делови без неких оправданих аргумената и припајају новоформираној Бановини Хрватској. С обзиром да је у том делу од Пељешца, укључујући и Дубровник до ,Бока которске само забележено присуство Хрвата, али не и њихова већина да би се оправдала таква граница. Уосталом и логичније је да Дубровчани своје административне потребе обављају на Цетињу (удаљеном 100 км), него у Загребу (400км ваздушном линијом, односно 600км путем). С обзиром на кратко трајање и карактер бановина као административних области, овој промени границе није дата битна историјска важност.

## Други светски рат
Године 1941, у Другом светском рату, Силе Осовине су окупирале Зетску бановину. Неколико мањих подручја око Боке которске су анексирана од стране фашистичке Италије, док је остатак постао дио окупационе зоне Италије у Црној Гори и Албанији. Источна подручја су постала део окупацијске зоне нацистичке Немачке у Србији, док су западна подручја припојена Независној Држави Хрватској.

## Банови
Банови Зетске бановине у периоду 1929—1941. су били:
| Портрет | Ред | Име и презиме (Датум рођења и смрти) | Почетак мандата | Крај мандата   | Странка |
| ------- | --- | ------------------------------------ | --------------- | -------------- | ------- |
|         | 1.  | Крста Смиљанић (1868—1944)           | 9. октобар 1929 | 1931           |         |
|         | 2.  | Урош Круљ                            | 1931            | 3. јул 1932    |         |
|         | 3.  | Алекса Станишић                      | 3. јул 1932     | 1934           |         |
|         | 4.  | Мујо Сочица                          | 1934            | 1936           |         |
|         | 5.  | Петар Иванишевић                     | 1936            | 1939           |         |
|         | 6.  | Божидар Крстић                       | 1939            | 1941           |         |
|         | 7.  | Блажо Ђукановић (1883—1943)          | 1941            | 17. април 1941 |         |

## Демографија
| православна       | 516.490 |
| римокатоличка     | 92.165  |
| евангелистичке    | 208     |
| остале хришћанске | 337     |
| исламска          | 315.677 |
| без конфесије     | 639     |
| УКУПНО            | 925.516 |

## Управна подручја
Срезови са подручја Зетске бановине:
| - | - Андријевички срез, - Барски срез, - Бјелопољски срез, - Берански срез, - Билећки срез, - Бококоторски срез, - Гатачки срез, - Даниловградски срез, | - Дежевски срез, - Дренички срез, - Дубровачки срез, - Ђаковички срез, - Источки срез, - Колашински срез, - Љубињски срез, - Милешевски срез, | - Митровички срез, - Невесињски срез, - Никшићки срез, - Нововарошки срез, - Пећки срез, - Пљеваљски срез, - Подгорички срез, - Подримски срез, | - Прибојски срез, - Сјенички срез, - Студенички срез, - Требињски срез, - Фочански срез, - Цетињски срез, - Шавнички срез, - Штавички срез. |